# Scindia

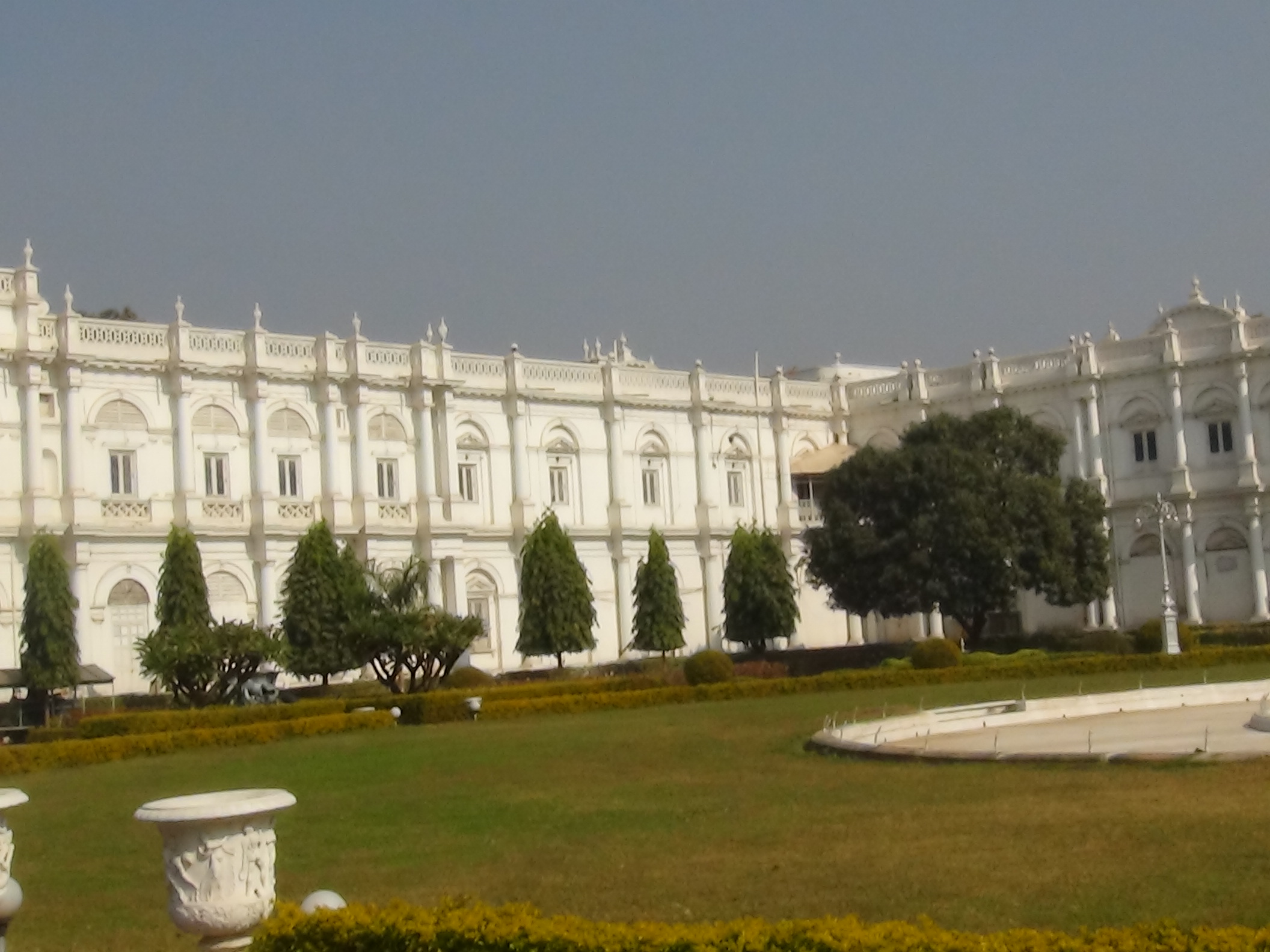
Der Jai vilas-Palast in Gwalior, der gegenwärtige Hauptsitz der Familie Scindia

Die Scindia (auch Sindia, Shinde oder Sindhia) war eine einflussreiche Marathen-Dynastie in Indien. Ihre Angehörigen regierten im 18. bis 20. Jahrhundert den Fürstenstaat Gwalior, spielten aber auch in der Politik des unabhängigen Indiens noch eine Rolle.
Begründer der Dynastie und des Fürstenstaates war Ranojirao Scindia (reg. 1731–1745). Nach dem Dritten Marathenkrieg waren sie gezwungen, die britische Oberhoheit über Gwalior anzuerkennen. George Jivajirao Scindia (reg. 1925–1947) war der letzte Maharaja von Gwalior.

## Weitere Persönlichkeiten
- Jyotiraditya Madhavrao Scindia (* 1971), indischer Politiker
- Madhavrao Scindia (1945–2001), indischer Politiker
- Vasundhara Raje Scindia (* 1953), indische Politikerin